# Olav den Helliges hjelm og sporer
Olav den Helliges hjelm og sporer er de ældste bevarede krigstrofæer, der er blevet tagert af Sverige. De blev plyndret i 1564 under Den Nordiske Syvårskrig fra Trondheim af Claude Collart, der var officer under Erik 14. af Sverige.

## Historie
Angiveligt skulle det være et relikvie fra Olav den Helliges egen tid (1000-tallet), men er blevet dateret til de sidste 25 år af 1400-tallet. Hjelmen, en såkaldt salade, blev sandsynligvis fremstillet i Flandern eller i det sydlige Tyskland. Man antager at sporerne er blevet fremstillet i Danmark.
Deres tidlige historie er ukendt, men Bengt Thordeman, der senere blev leder af Riksantikvarieämbetet, mente at de blev opbevaret i Nidarosdomen (hvor Olav den Hellige ligger begravet), indtil reformationen. Efter dette har de sandsynligvis været opbevaret på Steinvikholm Slot, hvor soldater under Collarts befaling plyndrede dem i 1564.
Da genstandene kom til Stockholm blev de doneret til byens primære kirke, Storkyrkan. I 1660'erne blev de illustreret i Suecia antiqua et hodierna, der var den primære propagandaudgivelse under Den svenske stormagtstid. Der blev kun illustreret ganske få genstande i bogen, der primært havde billeder af byer og bygninger. I 1866 blev hjelm og sporer placeret på Historiska museet.